# السفلة (فلم)
فيلم السفلة هو فيلم سينمائي درامي مصري من إنتاج 1986 إخراج: شريف حمودة وتأليف: محمد سعيد مرزوق وبطولة: هشام سليم، رغدة، حسين الشربيني، نادية فهمي، محمد الشرقاوي، سعيد رضوان.

## ملخص القصة
تدور أحداث الفيلم حول المفارقات الاجتماعية من حيث الخيانة والطمع والسعي للوصول إلى السلطة بحيث يؤدي هذا توالى أحداث مثيرة.

## القصة الكاملة
حسين عبد المنعم الصفطاوى هشام سليم جاء من المنصورة للقاهرة بحثا عن عمل ونزل في بنسيون السعادة، وخلال أسبوع أقام علاقة حب مع صاحبة البنسيون ناهد رغدة وحصل على عمل بشركة الأدوية كمندوب مبيعات يعرض عينات المنتجات على الصيدليات، ولكنه يدخل الصيدلية ويأخذ ثلاث علب فيترا وثلاث علب كانيولاز ويوزعها على الصيدليات الأخرى، في عمل مضنى يعود بعده للبنسيون منهكا، فتدعوه ناهد للغذاء خارج البنسيون. يشرد حسين في الطريق، فكادت سيارة ان تدهسه، وتشاجر مع سائقها وتصادف ان تقابل مع اصحاب السيارة عدة مرات فظنوا انه من البوليس ويراقبهم، حيث كانوا عصابة تهريب خطيرة بقيادة فتحى البليدى حسين الشربيني ومعه مسعود سعيد رضوان ومدبولى بسام رجب ولأن فتحى شديد الذكاء والدهاء فقد عجز البوليس عن ضبطه متلبسا، واوهمه ان هناك من يراقبه، وبالفعل قام البوليس بتجنيد ناهد من وراء حسين، حيث ان ناهد كانت ترغب في الانتقام من فتحى الذي خدع والدها وتاجر في الممنوعات من وراءه، مما تسبب في موته، لذلك انضمت للعصابة لتخبر البوليس بتحركاتها، واستطاع البوليس احباط عمليتين لفتحى.وتقوم العصابة بخطف حسين عندما كان مع ناهد، وترغمه على شرب زجاجة ويسكى، ثم قيادة السيارة في طريق المقطم، ولكنه ينجو ويهرب من العصابة، ويقوم بإبلاغ البوليس الذي لم يصدقه، لأنه سكران، وتدعى ناهد انها لاتصدق قصة حسين وتتآمر عليه حتى تقبض عليه العصابة مرة أخرى. ولكنه يتغلب على جميع أفراد العصابة ويهرب، ويعلم ان الفيللا التي احتجز بها كانت تخص الحاج عبد الوهاب بخان الخليلى، فذهب لمقابلته، ولكن العصابة قتلته، وطاردت حسين مرة أخرى، وتم اتهام حسين بقتل الحاج، واكتشف حسين ان ناهد مع العصابة ولما قبض عليه البوليس، أبلغه المقدم إبراهيم حسني (رياض الخولى) من وحدة مكافحة المخدرات، انهم يعرفون كل شئ، وانهم يطلبون منه التعاون معهم لكى يوقعوا بفتحي، ويتقابل حسين مع فتحي ويتشاجر مع ناهد، التي أطلقت عليه النار فيسقط صريعا، ويهرب الجميع، ويأخذ فتحى المسدس ليكتشف انه فشنك وان ناهد مع البوليس، ويجمع البوليس بين الحبيبين ناهد وحسين.ويكملان خطة القبض على العصابة، ويتصارع حسين وفتحى بالمسدسات حتى فرغت الطلقات فتدخل البوليس وقبض على فتحى، بعد ان قبض على مسعود ومدبولى ومعهم المخدرات.

## الممثلون
- هشام سليم
- رغدة
- حسين الشربيني
- نادية فهمي*
- محمد الشرقاوي
- سعيد رضوان
- رياض الخولي
- ابراهيم كمال
- بسام رجب
- حسين الشريف
- سمير رستم
- رشوان مصطفى

## وصلات خارجية
- مقالات تستعمل روابط فنية بلا صلة مع ويكي بيانات